# 8 Dywizja Polowa Luftwaffe
8 Dywizja Polowa Luftwaffe (niem. 8 Luftwaffe Feld Division) – utworzona na terenie Niemiec w Mławie 29 października 1942 z Flieger-Regiment 42. 
Dywizja walczyła na froncie wschodnim na Odcinku Armijnym Hollidt i brała udział w walkach nad górnym odcinkiem rzeki Czyr (dopływ Donu) i Taganrogiem. Na przełomie 1942 i 1943 roku poniosła ciężkie straty i jej resztki zostały przyłączone do 15. Dywizji Polowej Luftwaffe. W marcu 1943 r. dywizja przestała istnieć, jednak oficjalnie została rozwiązana dopiero w maju tego roku.

## Skład bojowy dywizji (1942)
- I-IV bataliony strzelców polowych
- 8. polowy batalion artylerii Luftwaffe
- 8. polowa kompania cyklistów Luftwaffe
- 8. polowy batalion niszczycieli czołgów Luftwaffe
- 8. polowa kompania inżynieryjna Luftwaffe
- 8. polowy batalion przeciwlotniczy Luftwaffe
- 8. polowe dywizyjne oddziały zaopatrzeniowe Luftwaffe

## Dowódcy dywizji
- Oberst Hans Heidemeyer (od 29 października 1942)
- Oberst Kurt Hähling (od 1 stycznia 1943)
- Generalleutnant Willibald Spang (od 15 lutego 1943)
- Leksykon Wehrmachtu
- The Luftwaffe, 1933-45